# Roccamonfina (berg)

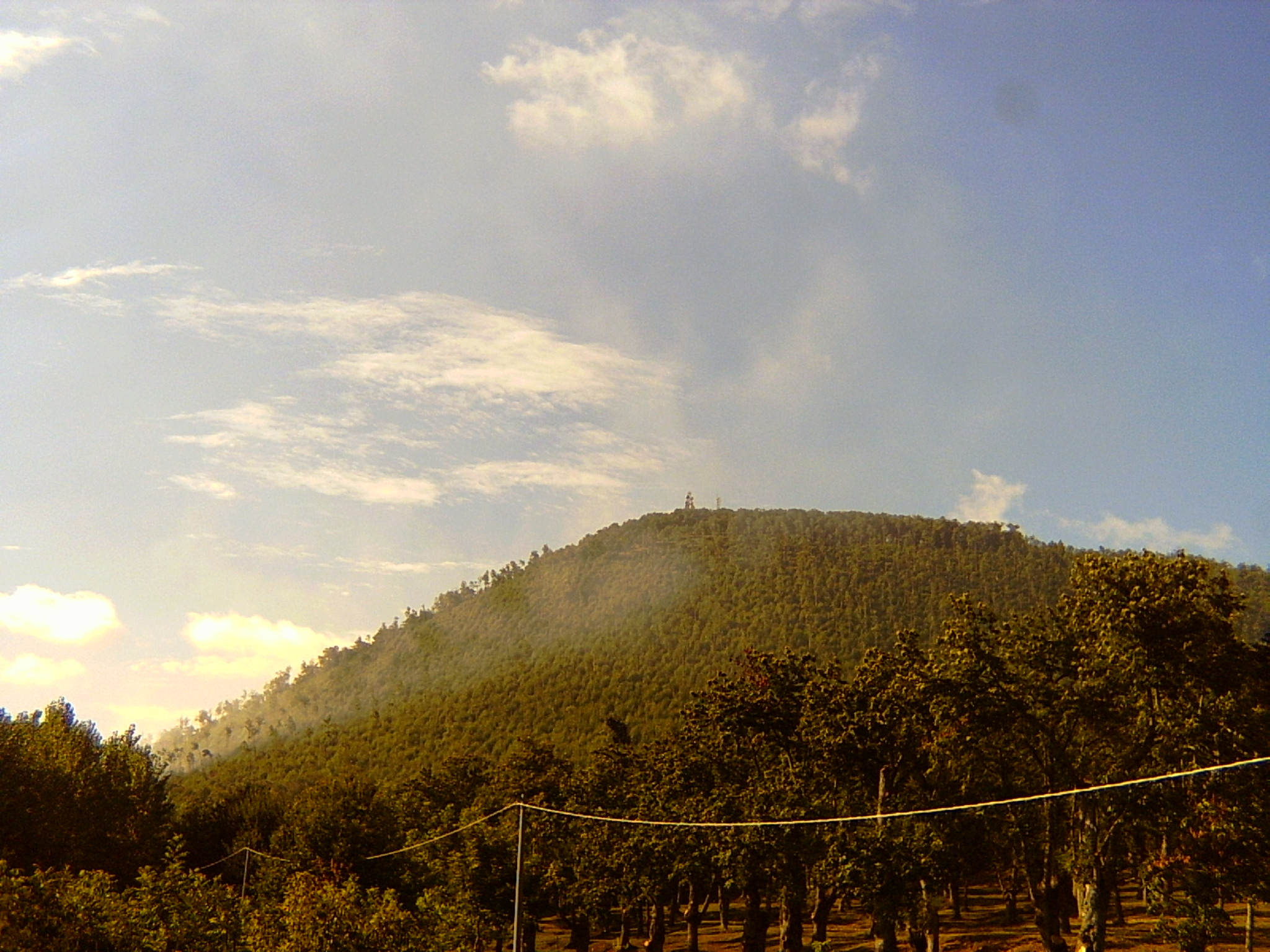
Bild på vulkanen Roccamonfina

Roccamonfina är en vulkan som ligger i Italien i provinsen Caserta, regionen Kampanien, i området Monti Aurunci. Den var aktiv för 630.000 till 50.000 år sedan och är inte längre aktiv.  
För ungefär 400.000 rasade en del av vulkankäglans östra del och bildade på så sätt en caldera, som gav upphov till en vulkanisk sjö. 
Efter en periods inaktivitet blev Roccamonfina åter aktiv för ungefär 385.000 år sedan. Under denna period skapades ytterligare två vulkankratrar: Monte Croce (1005 m ö.h.) och monte Lattini (810 m ö.h.). När vulkanen bildades ledde detta också till att de två floderna Volturno och Liris ändrade bana och Liris bildade en sjö, Lago Lirino.
Aurunkerna bodde på vulkanens sluttningar. 